# Remenafulles críptic
El remenafulles críptic (Chamaeza meruloides) és una espècie d'ocell de la família dels formicàrids (Formicariidae) que habita el terra de la selva pluvial de les muntanyes del sud-est del Brasil a Espírito Santo i Rio de Janeiro.